# Olympische Sommerspiele 2016/Schwimmen – 50 m Freistil (Männer)
Der Wettbewerb über 50 Meter Freistil der Männer bei den Olympischen Spielen 2016 in Rio de Janeiro wurde am 11. und 12. August 2016 im Olympic Aquatics Stadium ausgetragen. 85 Athleten aus 72 Ländern nahmen daran teil.
Es fanden elf Vorläufe statt. Die 16 schnellsten Schwimmer aller Vorläufe qualifizierten sich für die zwei Halbfinals, die am gleichen Tag ausgetragen wurden. Für das Finale qualifizierten sich die acht zeitschnellsten Schwimmer beider Halbfinals.
Abkürzungen:

WR = Weltrekord, OR = olympischer Rekord, NR = nationaler Rekord

ER = Europarekord, NAR = Nordamerikarekord, SAR = Südamerikarekord, ASR = Asienrekord, AFR = Afrikarekord, OZR = Ozeanienrekord

## Bestehende Rekorde
| Weltrekord         | César Cielo ( Brasilien) | 20,91 s | São Paulo, Brasilien        | 18. Dezember 2009 |
| Olympischer Rekord | César Cielo ( Brasilien) | 21,30 s | Peking, Volksrepublik China | 16. August 2008   |

## Titelträger
| Olympiasieger | Florent Manaudou ( Frankreich) | 21,34 s | London 2012   |
| Weltmeister   | Florent Manaudou ( Frankreich) | 21,19 s | Shanghai 2015 |
| Europameister | Florent Manaudou ( Frankreich) | 21,73 s | London 2016   |

## Vorlauf

### Vorlauf 1
| Platz | Name              | Nation                       | Zeit    | Anmerkung |
| ----- | ----------------- | ---------------------------- | ------- | --------- |
| 1     | Sidni Hoxha       | Albanien                     | 22,80 s | NR        |
| 2     | Adam Viktora      | Seychellen                   | 24,32 s |           |
| 3     | Mael Ambonguilat  | Gabun                        | 27,21 s |           |
| 3     | Brave Lifa        | Malawi                       | 28,54 s |           |
| 3     | Christian Nassif  | Zentralafrikanische Republik | 30,00 s |           |
| 3     | Frantz Dorsainvil | Haiti                        | 30,86 s |           |

### Vorlauf 2
| Platz | Name                       | Nation                         | Zeit    | Anmerkung |
| ----- | -------------------------- | ------------------------------ | ------- | --------- |
| 1     | Nikolas Sylvester          | St. Vincent und die Grenadinen | 25,64 s | NR        |
| 2     | Tindwendé Thierry Sawadogo | Burkina Faso                   | 26,38 s |           |
| 3     | Albachir Mouctar           | Niger                          | 26,56 s | NR        |
| 4     | Osman Kamara               | Sierra Leone                   | 26,90 s |           |
| 5     | Bourhan Abro               | Dschibuti                      | 27,13 s |           |
| 6     | Emerric Kpegba             | Togo                           | 27,67 s |           |
| 7     | Mohamed Ahmed Abdelaziz    | Sudan                          | 27,71 s |           |
| 8     | Dienov Andres Koka         | Republik Kongo                 | 28,00 s |           |

### Vorlauf 3
| Platz | Name                    | Nation                             | Zeit    | Anmerkung |
| ----- | ----------------------- | ---------------------------------- | ------- | --------- |
| 1     | Dionisio Augustine II   | Föderierte Staaten von Mikronesien | 26,17 s |           |
| 2     | Santisouk Inthavong     | Laos                               | 26,54 s | NR        |
| 3     | Nishwan Ibrahim         | Malediven                          | 26,72 s |           |
| 4     | Shawn Dingilius-Wallace | Palau                              | 26,78 s |           |
| 5     | Soule Soilihi Athoumane | Komoren                            | 27,31 s |           |
| 6     | Jules Bessan            | Benin                              | 27,32 s |           |
| 7     | Amadou Camara           | Guinea                             | 27,35 s |           |
| 8     | Pap Jonga               | Gambia                             | 27,48 s |           |

### Vorlauf 4
| Platz | Name                           | Nation         | Zeit    | Anmerkung |
| ----- | ------------------------------ | -------------- | ------- | --------- |
| 1     | Hilal Hemed Hilal              | Tansania       | 23,70 s |           |
| 2     | Farhan Farhan                  | Brunei         | 24,61 s |           |
| 3     | Samson Samuel Opuakpo Forcados | Nigeria        | 24,85 s |           |
| 4     | Olim Kurbanov                  | Tadschikistan  | 25,77 s |           |
| 5     | Giordan Harris                 | Marshallinseln | 25,81 s |           |
| 6     | Joshua Tibatemwa               | Uganda         | 25,98 s |           |
| 7     | Billy-Scott Irakoze            | Burundi        | 26,36 s |           |
| 8     | Eloi Imaniraguha               | Ruanda         | 26,43 s |           |

### Vorlauf 5
| Platz | Name                      | Nation      | Zeit    | Anmerkung |
| ----- | ------------------------- | ----------- | ------- | --------- |
| 1     | Abdoul Khadre Mbaye Niane | Senegal     | 23,66 s |           |
| 2     | Meli Malani               | Fidschi     | 23,88 s |           |
| 3     | Maksim Inic               | Montenegro  | 23,88 s |           |
| 4     | Ahmad Attellesey          | Libyen      | 23,89 s |           |
| 5     | Mahfizur Rahman Sagor     | Bangladesch | 23,92 s |           |
| 6     | Abeku Gyekye Jackson      | Ghana       | 24,30 s |           |
| 7     | Lum Zhaveli               | Kosovo      | 24,53 s |           |
| 8     | Dulguun Batsaikhan        | Mongolei    | 24,90 s |           |

### Vorlauf 6
| Platz | Name                 | Nation    | Zeit    | Anmerkung |
| ----- | -------------------- | --------- | ------- | --------- |
| 1     | Geoffrey Robin Cheah | Hongkong  | 22,46 s |           |
| 2     | Mario Todorović      | Kroatien  | 22,65 s |           |
| 3     | Ryan Shane           | Irland    | 22,88 s |           |
| 4     | Cristian Quintero    | Venezuela | 22,92 s |           |
| 5     | Jordan Augier        | St. Lucia | 23,28 s |           |
| 6     | José Quintanilla     | Bolivien  | 23,35 s |           |
| 7     | Wahan Mchitarjan     | Armenien  | 23,50 s |           |
| 8     | Anthony Barbar       | Libanon   | 23,77 s |           |

### Vorlauf 7
| Platz | Name             | Nation      | Zeit    | Anmerkung |
| ----- | ---------------- | ----------- | ------- | --------- |
| 1     | Renzo Tjon-A-Joe | Suriname    | 22,23 s | NR        |
| 2     | Ali Khalafalla   | Ägypten     | 22,25 s | NR 1      |
| 3     | Oussama Sahnoune | Algerien    | 22,27 s |           |
| 4     | Douglas Erasmus  | Südafrika   | 22,37 s |           |
| 5     | Federico Grabich | Argentinien | 22,44 s |           |
| 6     | Yuri Kisil       | Kanada      | 22,50 s |           |
| 7     | Jasper Aerents   | Belgien     | 22,61 s |           |

### Vorlauf 8
| Platz | Name                 | Nation              | Zeit    | Anmerkung |
| ----- | -------------------- | ------------------- | ------- | --------- |
| 1     | Yu Hexin             | Volksrepublik China | 22,20 s |           |
| 2     | Filip Wypych         | Polen               | 22,23 s |           |
| 3     | George Bovell        | Trinidad und Tobago | 22,30 s |           |
| 4     | Alexei Brjanski      | Russland            | 22,33 s |           |
| 5     | Ning Zetao           | Volksrepublik China | 22,38 s |           |
| 6     | Odysseus Meladinis   | Griechenland        | 22,47 s |           |
| 7     | François Heersbrandt | Belgien             | 22,58 s |           |
| 8     | Ziv Kalontarov       | Israel              | 22,80 s |           |

### Vorlauf 9
| Platz | Name                           | Nation      | Zeit    | Anmerkung |
| ----- | ------------------------------ | ----------- | ------- | --------- |
| 1     | Cameron McEvoy                 | Australien  | 21,80 s |           |
| 2     | Wladimir Wiktorowitsch Morosow | Russland    | 21,81 s |           |
| 3     | Luca Dotto                     | Italien     | 21,87 s |           |
| 4     | Brad Tandy                     | Südafrika   | 21,94 s |           |
| 5     | Shinri Shioura                 | Japan       | 22,01 s |           |
| 6     | Damian Wierling                | Deutschland | 22,18 s |           |
| 7     | Frédérick Bousquet             | Frankreich  | 22,27 s |           |
| 8     | Paweł Juraszek                 | Polen       | 22,50 s |           |

### Vorlauf 10
| Platz | Name               | Nation                 | Zeit    | Anmerkung |
| ----- | ------------------ | ---------------------- | ------- | --------- |
| 1     | Nathan Adrian      | Vereinigte Staaten     | 21,61 s |           |
| 2     | Anthony Ervin      | Vereinigte Staaten     | 21,63 s |           |
| 3     | Benjamin Proud     | Vereinigtes Königreich | 21,83 s |           |
| 3     | Santo Condorelli   | Kanada                 | 21,83 s |           |
| 5     | Kristian Gkolomeev | Griechenland           | 21,93 s |           |
| 6     | Norbert Trandafir  | Rumänien               | 22,10 s |           |
| 7     | Katsumi Nakamura   | Japan                  | 22,13 s |           |
| 8     | Matthew Abood      | Australien             | 22,47 s |           |

### Vorlauf 11
| Platz | Name                | Nation     | Zeit    | Anmerkung |
| ----- | ------------------- | ---------- | ------- | --------- |
| 1     | Andrij Howorow      | Ukraine    | 21,49 s | NR        |
| 2     | Florent Manaudou    | Frankreich | 21,72 s |           |
| 3     | Bruno Fratus        | Brasilien  | 21,93 s |           |
| 4     | Ítalo Manzine       | Brasilien  | 21,96 s |           |
| 5     | Simonas Bilis       | Litauen    | 22,01 s | NR        |
| 6     | Krisztián Takács    | Ungarn     | 22,12 s |           |
| 7     | Ari-Pekka Liukkonen | Finnland   | 22,25 s |           |
| 8     | Federico Bocchia    | Italien    | 22,54 s |           |

## Halbfinale

### Lauf 1
| Platz | Name                           | Nation             | Zeit    | Anmerkung |
| ----- | ------------------------------ | ------------------ | ------- | --------- |
| 1     | Florent Manaudou               | Frankreich         | 21,32 s |           |
| 2     | Nathan Adrian                  | Vereinigte Staaten | 21,47 s |           |
| 3     | Brad Tandy                     | Südafrika          | 21,80 s |           |
| 4     | Wladimir Wiktorowitsch Morosow | Russland           | 21,88 s |           |
| 5     | Santo Condorelli               | Kanada             | 21,97 s |           |
| 6     | Kristian Gkolomeev             | Griechenland       | 21,98 s |           |
| 7     | Norbert Trandafir              | Rumänien           | 21,99 s |           |
| 8     | Shinri Shioura                 | Japan              | 22,18 s |           |

### Lauf 2
| Platz | Name           | Nation                 | Zeit    | Anmerkung |
| ----- | -------------- | ---------------------- | ------- | --------- |
| 1     | Andrij Howorow | Ukraine                | 21,46 s | NR        |
| 1     | Anthony Ervin  | Vereinigte Staaten     | 21,46 s |           |
| 3     | Benjamin Proud | Vereinigtes Königreich | 21,54 s | NR        |
| 4     | Bruno Fratus   | Brasilien              | 21,71 s |           |
| 4     | Simonas Bilis  | Litauen                | 21,71 s | NR        |
| 6     | Luca Dotto     | Italien                | 21,84 s |           |
| 7     | Cameron McEvoy | Australien             | 21,89 s |           |
| 8     | Ítalo Manzine  | Brasilien              | 22,05 s |           |

## Finale
13. August 2016, 03:44 MEZ
| Platz | Name             | Nation                 | Zeit    | Anmerkung |
| ----- | ---------------- | ---------------------- | ------- | --------- |
| 1     | Anthony Ervin    | Vereinigte Staaten     | 21,40 s |           |
| 2     | Florent Manaudou | Frankreich             | 21,41 s |           |
| 3     | Nathan Adrian    | Vereinigte Staaten     | 21,49 s |           |
| 4     | Benjamin Proud   | Vereinigtes Königreich | 21,68 s |           |
| 5     | Andrij Howorow   | Ukraine                | 21,74 s |           |
| 6     | Bruno Fratus     | Brasilien              | 21,79 s |           |
| 6     | Brad Tandy       | Südafrika              | 21,79 s |           |
| 8     | Simonas Bilis    | Litauen                | 22,08 s |           |